# Cơ quan hành chính trung ương Hàn Quốc
Cơ quan hành chính trung ương (Hangul: 중앙행정기관, hanja: 中央行政機關; Jungang haengjeong gigwan, Trung ương hành chính cơ quan) là thuật ngữ chung dùng để chỉ các cơ quan hành chính thuộc chính phủ Hàn Quốc, được thành lập với thẩm quyền phụ trách công tác hành chính trên phạm vi cả nước.
Các cơ quan hành chính trung ương do Tổng thống nắm quyền điều hành, Thủ tướng hỗ trợ Tổng thống và thực hiện các bộ phận hành chính, các Bộ trưởng chỉ đạo và giám sát các bộ và thực thi các vấn đề lập pháp trong cơ quan lập pháp.
Hiện tại chính phủ Hàn Quốc có tổng cộng 2 viện, 5 văn phòng, 17 bộ, 5 vụ, 16 cục và 5 ủy ban thuộc nhóm cơ quan hành chính trung ương.

## Tổng quan
- Việc thành lập và phạm vi của cơ quan hành chính trung ương được xác định theo Đạo luật.[2]
- Cơ quan hành chính trung ương đề cập đến chính phủ, các cơ quan, cơ quan đặc biệt được quy định trong Luật Tổ chức Chính phủ,[2] và thậm chí nếu được đề cập trong những điều khoản trong luật khác với Luật Tổ chức Chính phủ, thì chúng cũng được xem như cơ quan hành chính trung ương.[3]

## Tổ chức
Cơ quan hành chính trung ương Hàn Quốc được phân ra sáu loại, bao gồm:
- Viện (원, Won): Trực thuộc Tổng thống, các cơ quan chủ quản liên quan tới bảo vệ an toàn quốc gia và tình trạng khẩn cấp.
- Văn phòng (실, Sil): Nhân viên cơ quan của Tổng thống và Thủ tướng.
- Bộ (부, Bu): Trực thuộc Thủ tướng, chấp hành chính sách của Tổng thống và là đơn vị hành chính.
- Vụ (처, Cheo): Phụ trách lĩnh vực đặc biệt của Nội các, có chính sách tự chủ nhất định. Thông thường phụ thuộc vào các Bộ
- Cục (청, Cheong): Trực thuộc Thủ tướng, chịu trách nhiệm hình thành và thống nhất chính sách.
- Ủy ban (위원회, Wiwonhoe): Cơ quan phụ trách điều hành hành chính và trưng cầu.

## Sơ đồ tổ chức
|  |  |  |                                                 |                                                 |                                                 |                                                 |                                                 |                                                                                               |                                                                                               |                                                                                               |                                                                                               |                                          |                                          |                                          |                                          | | | | | | | |  |  |  |  |  |  |  |  |  |
|  |  |  |                                                 |                                                 |                                                 |                                                 |                                                 |                                                                                               |                                                                                               | Tổng thống                                                                                    |                                                                                               |                                          |                                          |                                          |                                          | | | | | | | |  |  |  |  |  |  |  |  |  |
|  |  |  |                                                 |                                                 |                                                 |                                                 |                                                 |                                                                                               |                                                                                               |                                                                                               |                                                                                               |                                          |                                          |                                          |                                          | | | | | | | |  |  |  |  |  |  |  |  |  |
|  |  |  |                                                 |                                                 |                                                 |                                                 |                                                 |                                                                                               |                                                                                               |                                                                                               |                                                                                               |                                          |                                          |                                          |                                          | | | | | | | |  |  |  |  |  |  |  |  |  |
|  |  |  |                                                 |                                                 |                                                 | Văn phòng Tổng thống                            | Văn phòng Tổng thống                            |                                                                                               | Văn phòng An ninh Quốc gia                                                                    | Văn phòng An ninh Quốc gia                                                                    |                                                                                               |                                          | Cơ quan An ninh Tổng thống               | Cơ quan An ninh Tổng thống               |                                          | Ủy ban Nhân quyền Quốc gia1 | Ủy ban Nhân quyền Quốc gia1 | | Cơ quan điều tra tội phạm công chức cấp cao1 | Cơ quan điều tra tội phạm công chức cấp cao1 | | |  |  |  |  |  |  |  |  |  |
|  |  |  |                                                 |                                                 |                                                 |                                                 |                                                 |                                                                                               |                                                                                               |                                                                                               |                                                                                               |                                          |                                          |                                          |                                          | | | | | | | |  |  |  |  |  |  |  |  |  |
|  |  |  |                                                 |                                                 |                                                 |                                                 |                                                 |                                                                                               |                                                                                               |                                                                                               |                                                                                               |                                          |                                          |                                          |                                          | | | | | | | |  |  |  |  |  |  |  |  |  |
|  |  |  |                                                 |                                                 |                                                 |                                                 |                                                 |                                                                                               |                                                                                               |                                                                                               |                                                                                               |                                          |                                          |                                          |                                          | | | | | | | |  |  |  |  |  |  |  |  |  |
|  |  |  |                                                 |                                                 |                                                 | Ủy ban Kiểm toán và Thanh tra                   | Ủy ban Kiểm toán và Thanh tra                   |                                                                                               | Cơ quan Tình báo Quốc gia                                                                     | Cơ quan Tình báo Quốc gia                                                                     |                                                                                               |                                          | Ủy ban Truyền thông                      | Ủy ban Truyền thông                      |                                          | Hội đồng An ninh Quốc gia \| Hội đồng Tư vấn Thống nhất Dân chủ và Hòa bình \| Hội đồng tư vấn kinh tế Quốc gia \| Hội đồng Cố vấn Khoa học và Công nghệ Quốc gia | Hội đồng An ninh Quốc gia \| Hội đồng Tư vấn Thống nhất Dân chủ và Hòa bình \| Hội đồng tư vấn kinh tế Quốc gia \| Hội đồng Cố vấn Khoa học và Công nghệ Quốc gia | Hội đồng An ninh Quốc gia \| Hội đồng Tư vấn Thống nhất Dân chủ và Hòa bình \| Hội đồng tư vấn kinh tế Quốc gia \| Hội đồng Cố vấn Khoa học và Công nghệ Quốc gia | Hội đồng An ninh Quốc gia \| Hội đồng Tư vấn Thống nhất Dân chủ và Hòa bình \| Hội đồng tư vấn kinh tế Quốc gia \| Hội đồng Cố vấn Khoa học và Công nghệ Quốc gia | Hội đồng An ninh Quốc gia \| Hội đồng Tư vấn Thống nhất Dân chủ và Hòa bình \| Hội đồng tư vấn kinh tế Quốc gia \| Hội đồng Cố vấn Khoa học và Công nghệ Quốc gia | Hội đồng An ninh Quốc gia \| Hội đồng Tư vấn Thống nhất Dân chủ và Hòa bình \| Hội đồng tư vấn kinh tế Quốc gia \| Hội đồng Cố vấn Khoa học và Công nghệ Quốc gia | Hội đồng An ninh Quốc gia \| Hội đồng Tư vấn Thống nhất Dân chủ và Hòa bình \| Hội đồng tư vấn kinh tế Quốc gia \| Hội đồng Cố vấn Khoa học và Công nghệ Quốc gia |  |  |  |  |  |  |  |  |  |
|  |  |  |                                                 |                                                 |                                                 |                                                 |                                                 |                                                                                               |                                                                                               |                                                                                               |                                                                                               |                                          |                                          |                                          |                                          | | | | | | | |  |  |  |  |  |  |  |  |  |
|  |  |  |                                                 |                                                 |                                                 |                                                 |                                                 |                                                                                               |                                                                                               | Thủ tướng                                                                                     |                                                                                               |                                          |                                          |                                          |                                          | | | | | | | |  |  |  |  |  |  |  |  |  |
|  |  |  |                                                 |                                                 |                                                 |                                                 |                                                 |                                                                                               |                                                                                               |                                                                                               |                                                                                               |                                          |                                          |                                          |                                          | | | | | | | |  |  |  |  |  |  |  |  |  |
|  |  |  |                                                 |                                                 |                                                 |                                                 |                                                 |                                                                                               |                                                                                               |                                                                                               |                                                                                               |                                          |                                          |                                          |                                          | | | | | | | |  |  |  |  |  |  |  |  |  |
|  |  |  |                                                 |                                                 |                                                 | Văn phòng Điều phối Chính sách Chính phủ        | Văn phòng Điều phối Chính sách Chính phủ        |                                                                                               | Văn phòng Thủ tướng                                                                           | Văn phòng Thủ tướng                                                                           |                                                                                               |                                          | Vụ Đổi mới nhân sự                       | Vụ Đổi mới nhân sự                       |                                          | Vụ Pháp chế | Vụ Pháp chế | | Vụ An toàn thực phẩm y dược | Vụ An toàn thực phẩm y dược | | |  |  |  |  |  |  |  |  |  |
|  |  |  |                                                 |                                                 |                                                 |                                                 |                                                 |                                                                                               |                                                                                               |                                                                                               |                                                                                               |                                          |                                          |                                          |                                          | | | | | | | |  |  |  |  |  |  |  |  |  |
|  |  |  |                                                 |                                                 |                                                 |                                                 |                                                 |                                                                                               |                                                                                               |                                                                                               |                                                                                               |                                          |                                          |                                          |                                          | | | | | | | |  |  |  |  |  |  |  |  |  |
|  |  |  |                                                 |                                                 |                                                 | Ủy ban Công bằng Thương mại                     | Ủy ban Công bằng Thương mại                     |                                                                                               | Ủy ban Chống tham nhũng và Dân quyền                                                          | Ủy ban Chống tham nhũng và Dân quyền                                                          |                                                                                               |                                          | Ủy ban Dịch vụ Tài chính                 | Ủy ban Dịch vụ Tài chính                 |                                          | Ủy ban Bảo vệ thông tin Cá nhân | Ủy ban Bảo vệ thông tin Cá nhân | | Ủy ban An toàn nguồn Nguyên tử | Ủy ban An toàn nguồn Nguyên tử | | |  |  |  |  |  |  |  |  |  |
|  |  |  |                                                 |                                                 |                                                 |                                                 |                                                 |                                                                                               |                                                                                               |                                                                                               |                                                                                               |                                          |                                          |                                          |                                          | | | | | | | |  |  |  |  |  |  |  |  |  |
|  |  |  | Bộ Kế hoạch và Tài chính                        | Bộ Kế hoạch và Tài chính                        | Bộ Kế hoạch và Tài chính                        | Bộ Kế hoạch và Tài chính                        | Bộ Kế hoạch và Tài chính                        | Cục Thuế Quốc gia \| Cục Quan thuế \| Cục Tiêu dùng công \| Cục Thống kê                      | Cục Thuế Quốc gia \| Cục Quan thuế \| Cục Tiêu dùng công \| Cục Thống kê                      | Cục Thuế Quốc gia \| Cục Quan thuế \| Cục Tiêu dùng công \| Cục Thống kê                      | Cục Thuế Quốc gia \| Cục Quan thuế \| Cục Tiêu dùng công \| Cục Thống kê                      | Bộ Giáo dục                              | Bộ Giáo dục                              | Bộ Giáo dục                              | Bộ Giáo dục                              | | | | | | | |  |  |  |  |  |  |  |  |  |
|  |  |  | Bộ Khoa học và Công nghệ thông tin              | Bộ Khoa học và Công nghệ thông tin              | Bộ Khoa học và Công nghệ thông tin              | Bộ Khoa học và Công nghệ thông tin              | Bộ Khoa học và Công nghệ thông tin              |                                                                                               |                                                                                               |                                                                                               |                                                                                               | Bộ Ngoại giao                            | Bộ Ngoại giao                            | Bộ Ngoại giao                            | Bộ Ngoại giao                            | | | | | | | |  |  |  |  |  |  |  |  |  |
|  |  |  | Bộ Thống nhất                                   | Bộ Thống nhất                                   | Bộ Thống nhất                                   | Bộ Thống nhất                                   | Bộ Thống nhất                                   |                                                                                               |                                                                                               |                                                                                               |                                                                                               | Bộ Tư pháp                               | Bộ Tư pháp                               | Bộ Tư pháp                               | Bộ Tư pháp                               | Văn phòng Công tố | Văn phòng Công tố | Văn phòng Công tố | Văn phòng Công tố | | | |  |  |  |  |  |  |  |  |  |
|  |  |  | Bộ Quốc phòng                                   | Bộ Quốc phòng                                   | Bộ Quốc phòng                                   | Bộ Quốc phòng                                   | Bộ Quốc phòng                                   | Cục Binh vụ \| Cục Chi tiêu Phòng vệ                                                          | Cục Binh vụ \| Cục Chi tiêu Phòng vệ                                                          | Cục Binh vụ \| Cục Chi tiêu Phòng vệ                                                          | Cục Binh vụ \| Cục Chi tiêu Phòng vệ                                                          | Bộ Hành chính và An ninh                 | Bộ Hành chính và An ninh                 | Bộ Hành chính và An ninh                 | Bộ Hành chính và An ninh                 | Cơ quan Cảnh sát Quốc gia \| Cơ quan Cứu hỏa Quốc gia | Cơ quan Cảnh sát Quốc gia \| Cơ quan Cứu hỏa Quốc gia | Cơ quan Cảnh sát Quốc gia \| Cơ quan Cứu hỏa Quốc gia | Cơ quan Cảnh sát Quốc gia \| Cơ quan Cứu hỏa Quốc gia | | | |  |  |  |  |  |  |  |  |  |
|  |  |  | Bộ Yêu nước và Cựu chiến binh                   | Bộ Yêu nước và Cựu chiến binh                   | Bộ Yêu nước và Cựu chiến binh                   | Bộ Yêu nước và Cựu chiến binh                   | Bộ Yêu nước và Cựu chiến binh                   |                                                                                               |                                                                                               |                                                                                               |                                                                                               | Bộ Văn hóa, Thể thao Du lịch             | Bộ Văn hóa, Thể thao Du lịch             | Bộ Văn hóa, Thể thao Du lịch             | Bộ Văn hóa, Thể thao Du lịch             | Cục Di sản Văn hóa | Cục Di sản Văn hóa | Cục Di sản Văn hóa | Cục Di sản Văn hóa | | | |  |  |  |  |  |  |  |  |  |
|  |  |  | Bộ Nông nghiệp, Lương thực và Nông thôn         | Bộ Nông nghiệp, Lương thực và Nông thôn         | Bộ Nông nghiệp, Lương thực và Nông thôn         | Bộ Nông nghiệp, Lương thực và Nông thôn         | Bộ Nông nghiệp, Lương thực và Nông thôn         | Cục Phát triển Nông thôn \| Cục Lâm nghiệp                                                    | Cục Phát triển Nông thôn \| Cục Lâm nghiệp                                                    | Cục Phát triển Nông thôn \| Cục Lâm nghiệp                                                    | Cục Phát triển Nông thôn \| Cục Lâm nghiệp                                                    | Bộ Thương mại, Công nghiệp và Năng lượng | Bộ Thương mại, Công nghiệp và Năng lượng | Bộ Thương mại, Công nghiệp và Năng lượng | Bộ Thương mại, Công nghiệp và Năng lượng | Cục Sở hữu trí tuệ | Cục Sở hữu trí tuệ | Cục Sở hữu trí tuệ | Cục Sở hữu trí tuệ | | | |  |  |  |  |  |  |  |  |  |
|  |  |  | Bộ Y tế và Phúc lợi                             | Bộ Y tế và Phúc lợi                             | Bộ Y tế và Phúc lợi                             | Bộ Y tế và Phúc lợi                             | Bộ Y tế và Phúc lợi                             | Trung tâm kiểm soát và phòng ngừa dịch bệnh                                                   | Trung tâm kiểm soát và phòng ngừa dịch bệnh                                                   | Trung tâm kiểm soát và phòng ngừa dịch bệnh                                                   | Trung tâm kiểm soát và phòng ngừa dịch bệnh                                                   | Bộ Môi trường                            | Bộ Môi trường                            | Bộ Môi trường                            | Bộ Môi trường                            | Cục Khí tượng | Cục Khí tượng | Cục Khí tượng | Cục Khí tượng | | | |  |  |  |  |  |  |  |  |  |
|  |  |  | Bộ Việc làm và Lao động                         | Bộ Việc làm và Lao động                         | Bộ Việc làm và Lao động                         | Bộ Việc làm và Lao động                         | Bộ Việc làm và Lao động                         |                                                                                               |                                                                                               |                                                                                               |                                                                                               | Bộ Bình đẳng giới và Gia đình            | Bộ Bình đẳng giới và Gia đình            | Bộ Bình đẳng giới và Gia đình            | Bộ Bình đẳng giới và Gia đình            | | | | | | | |  |  |  |  |  |  |  |  |  |
|  |  |  | Bộ Đất đai, Cơ sở hạ tầng và Giao thông vận tải | Bộ Đất đai, Cơ sở hạ tầng và Giao thông vận tải | Bộ Đất đai, Cơ sở hạ tầng và Giao thông vận tải | Bộ Đất đai, Cơ sở hạ tầng và Giao thông vận tải | Bộ Đất đai, Cơ sở hạ tầng và Giao thông vận tải | Cục Kiến thiết đô thị và trung tâm hành chính phức hợp \| Cục Đầu tư và phát triển Saemangeum | Cục Kiến thiết đô thị và trung tâm hành chính phức hợp \| Cục Đầu tư và phát triển Saemangeum | Cục Kiến thiết đô thị và trung tâm hành chính phức hợp \| Cục Đầu tư và phát triển Saemangeum | Cục Kiến thiết đô thị và trung tâm hành chính phức hợp \| Cục Đầu tư và phát triển Saemangeum | Bộ Đại dương và Thủy sản                 | Bộ Đại dương và Thủy sản                 | Bộ Đại dương và Thủy sản                 | Bộ Đại dương và Thủy sản                 | Cảnh sát biển Hàn Quốc | Cảnh sát biển Hàn Quốc | Cảnh sát biển Hàn Quốc | Cảnh sát biển Hàn Quốc | | | |  |  |  |  |  |  |  |  |  |
|  |  |  | Bộ Doanh nghiệp vừa và nhỏ và Khởi nghiệp       |                                                 |                                                 |                                                 |                                                 |                                                                                               |                                                                                               |                                                                                               |                                                                                               |                                          |                                          |                                          |                                          | | | | | | | |  |  |  |  |  |  |  |  |  |

- 1  Ủy ban Nhân quyền Quốc gia Hàn Quốc và Cơ quan Điều tra Tội phạm Công chức Cấp cao là các tổ chức độc lập.

## Phân loại

### Viện
| Viện                                 | Huy hiệu | Viện                                          | Huy hiệu |
| ------------------------------------ | -------- | --------------------------------------------- | -------- |
| Ủy ban Kiểm toán và Thanh tra 감사원 |          | Cơ quan Tình báo Quốc gia Hàn Quốc 국가정보원 |          |

### Văn phòng
| Văn phòng                                 | Huy hiệu | Văn phòng                                           | Huy hiệu |
| ----------------------------------------- | -------- | --------------------------------------------------- | -------- |
| Văn phòng thư ký Tổng thống 대통령비서실  |          | Văn phòng An ninh Quốc gia 국가안보실               |          |
| Văn phòng Thư ký Thủ tướng 국무총리비서실 |          | Văn phòng Điều phối chính sách chính phủ 국무조정실 |          |

### Bộ
| Bộ                                                    | Huy hiệu | Bộ                                                         | Huy hiệu |
| ----------------------------------------------------- | -------- | ---------------------------------------------------------- | -------- |
| Bộ Kế hoạch và Tài chính 기획재정부                   |          | Bộ Nông nghiệp, Lương thực và Nông thôn 농림축산식품부     |          |
| Bộ Giáo dục 교육부                                    |          | Bộ Thương mại, Công nghiệp và Năng lượng 산업통상자원부    |          |
| Bộ Khoa học và Công nghệ thông tin 과학기술정보통신부 |          | Bộ Y tế và Phúc lợi 보건복지부                             |          |
| Bộ Ngoại giao 외교부                                  |          | Bộ Môi trường 환경부                                       |          |
| Bộ Thống nhất 통일부                                  |          | Bộ Việc làm và Lao động 고용노동부                         |          |
| Bộ Tư pháp 법무부                                     |          | Bộ Bình đẳng giới và Gia đình 여성가족부                   |          |
| Bộ Quốc phòng 국방부                                  |          | Bộ Đất đai, Cơ sở hạ tầng và Giao thông vận tải 국토교통부 |          |
| Bộ Hành chính và An ninh 행정자치부                   |          | Bộ Đại dương và Thủy sản 해양수산부                        |          |
| Bộ Văn hóa, Thể thao Du lịch 문화체육관광부           |          | Bộ Doanh nghiệp vừa và nhỏ và Khởi nghiệp 중소벤처기업부   |          |
| Bộ Yêu nước và Cựu chiến binh 국가보훈부              |          |                                                            |          |

### Vụ
| Vụ                                                                   | Huy hiệu | Vụ                                           | Huy hiệu |
| -------------------------------------------------------------------- | -------- | -------------------------------------------- | -------- |
| Vụ Pháp chế 법제처                                                   |          | Vụ An toàn thực phẩm y dược 식품의약품안전처 |          |
| Vụ Đổi mới nhân sự 인사혁신처                                        |          | Văn phòng Bảo vệ Tổng thống 대통령경호처     |          |
| Văn phòng Điều tra Tham nhũng Quan chức Cấp cao 고위공직자범죄수사처 |          |                                              |          |

### Cục
| Cục                                                                           | Huy hiệu | Cục                                                    | Huy hiệu |
| ----------------------------------------------------------------------------- | -------- | ------------------------------------------------------ | -------- |
| Cục Thuế Quốc gia 국세청                                                      |          | Cục Quan thuế 관세청                                   |          |
| Cục Tiêu dùng công 조달청                                                     |          | Cục Thống kê 통계청                                    |          |
| Văn phòng Công tố 검찰청                                                      |          | Cục Binh vụ 병무청                                     |          |
| Cục Chi tiêu Phòng vệ 방위사업청                                              |          | Cơ quan Cảnh sát Quốc gia 경찰청                       |          |
| Cảnh sát biển Hàn Quốc 해양경찰청                                             |          | Cơ quan Cứu hỏa Quốc gia 소방청                        |          |
| Cục Di sản Văn hóa 문화재청                                                   |          | Cục Phát triển Nông thôn 농촌진흥청                    |          |
| Cục Lâm nghiệp 산림청                                                         |          | Trung tâm kiểm soát và phòng ngừa dịch bệnh 질병관리청 |          |
| Cục Sở hữu trí tuệ 특허청                                                     |          | Cục Khí tượng 기상청                                   |          |
| Cục Kiến thiết đô thị và trung tâm hành chính phức hợp 행정중심복합도시건설청 |          | Cục Đầu tư và phát triển Saemangeum 새만금개발청       |          |

### Ủy ban
| Ủy ban                                                              | Huy hiệu | Ủy ban                                              | Huy hiệu |
| ------------------------------------------------------------------- | -------- | --------------------------------------------------- | -------- |
| Ủy ban Truyền thông 방송통신위원회                                  |          | Ủy ban Công bằng Thương mại 공정거래위원회          |          |
| Ủy ban Dịch vụ Tài chính 금융위원회                                 |          | Ủy ban Chống tham nhũng và Dân quyền 국민권익위원회 |          |
| Ủy ban An toàn nguồn Nguyên tử 원자력안전위원회                     |          | Ủy ban Bảo vệ thông tin Cá nhân 개인정보 보호위원회 |          |
| Ủy ban Nhân quyền Quốc gia 국가인권위원회                           |          | Hội đồng An ninh Quốc gia 국가안전보장회의          |          |
| Hội đồng Tư vấn Thống nhất Dân chủ và Hòa bình 민주평화통일자문회의 |          | Hội đồng tư vấn kinh tế Quốc gia 국민경제자문회의   |          |
| Hội đồng Cố vấn Khoa học và Công nghệ Quốc gia 국가과학기술자문회의 |          |                                                     |          |